# Cherie Currie
Cherie Ann Currie, född 30 november 1959 i Encino i Kalifornien, var medlem i rockbandet The Runaways i mitten av 1970-talet. Currie var sångare i bandet, men lämnade det 1977 för att satsa på en skådespelarkarriär istället. Hon har bland annat spelat mot Jodie Foster i filmen Foxes – tjejmaffian från 1980. Hon har även gästspelat i ett avsnitt av Mord och inga visor. Hennes drogproblem blev dock ett stort hinder för hennes karriär och på senare år har hon hjälpt ungdomar som också har problem med droger.
I filmen The Runaways från år 2010 spelas hon av Dakota Fanning.

## Diskografi

### Solo
Studioalbum
- 1977 – Beauty's Only Skin Deep
- 1980 – Messin' with the Boys (med Marie Currie)
- 1998 – Young and Wild (med Marie Currie)
- 2015 - Reverie
- 2019 - The Motivator (with Brie Darling)
- 2020 - Blvds of Splendor

EP
- 2007 – Cherry Bomb

Livealbum
- 2016 – Midnight Music in London

Samlingsalbum
- 1999 – 80's Collection (med Marie Currie)